# إلمر رايس
إلمر رايس (بالإنجليزية: Elmer Rice) (و. 1892 – 1967 م) هو كاتب، وكاتب مسرحي، وكاتب سيناريو من الولايات المتحدة الأمريكية ولد في مدينة نيويورك.

## جوائز
حصل على جوائز منها جائزة بوليتزر عن فئة الدراما.

## أعماله

### المسرحيات
- محاكمة القاتل (1914).
- ألة الجمع (1923).[2]
- منظر من الشارع (1929).[3]
- زر نابولي ثم مت (1929).
- نحن بشر (1933).
- يوم النطق بالحكم (1934).
- حياة جديدة (1934).
- منظر أمريكي (1938).
- اثنان في الجزيرة (1940).
- فتاة الحلم (1946).

### الروايات
- رحلة إلى بوريليا (1930).
- المدينة الإمبراطورية (1937).
- العرض يجب أن يستمر (1949).[4]

## روابط خارجية
- إلمر رايس على موقع IMDb (الإنجليزية)
- إلمر رايس على موقع الموسوعة البريطانية (الإنجليزية)
- إلمر رايس على موقع ألو سيني (الفرنسية)
- إلمر رايس على موقع ميوزك برينز (الإنجليزية)
- إلمر رايس على موقع أول موفي (الإنجليزية)
- إلمر رايس على موقع قاعدة بيانات برودواي على الإنترنت (الإنجليزية)
- إلمر رايس على موقع قاعدة بيانات برودواي على الإنترنت (الإنجليزية)
- إلمر رايس على موقع قاعدة بيانات برودواي على الإنترنت (الإنجليزية)
- إلمر رايس على موقع قاعدة بيانات الأفلام السويدية (السويدية)
- إلمر رايس على موقع إن إن دي بي (الإنجليزية)